# Sh2-282
Sh2-282 est une nébuleuse en émission visible dans la constellation de la Licorne,.
On l'observe dans la partie centre-nord de la constellation, à environ 3° au sud de la nébuleuse de la Rosette. Elle peut être photographiée avec quelques difficultés grâce à un télescope amateur de grande puissance équipé de filtres spéciaux et de longues expositions sont nécessaires. N'ayant qu'une déclinaison nord de 1,5°, elle peut être facilement observée depuis toutes les zones peuplées de la Terre. La période la plus favorable pour son observation dans le ciel du soir est de décembre à avril.
Il s'agit d'une région H II s'étendant sur environ ∼ 50 a.l. (∼ 15,3 pc), au sein de laquelle sont connues diverses structures cométaires, qui indiquent la présence de phénomènes érosifs provoqués par le vent stellaire des étoiles massives les plus proches de classe spectrale O et B, et en particulier de HD 47432, une géante bleue variable pulsante visible sur le côté nord-est de la nébuleuse. Cette étoile a une magnitude moyenne de 6,21 et est située à une distance d'environ 1 250 pc (∼4 080 al). Le nuage est situé dans le même environnement galactique que l'association Monoceros OB2, liée à la Nébuleuse de la Rosette et située sur la bordure interne du Bras de Persée, et dont ferait également partie l'étoile HD 47432. NGC 2282, une nébuleuse par réflexion située un peu plus à l'est, appartient également au système nébuleux.